# Mạng lưu trữ
Trong tin học,  mạng lưu trữ (Storage Area Network hay SAN) là một kiến trúc gắn kết các thiết bị lưu trữ bên ngoài (như dãy đĩa, thư viên băng từ và các thư viện ổ quang) tới các máy chủ theo cách mà đối với hệ điều hànhcác thiết bị lưu trữ này xuất hiện giống như các thiết bị lắp trong.
Đối lập với SAN, lưu trữ nối mạng (NAS) sử dụng các giao thức chia sẻ file như NFS hay SMB/CIFS. Theo cách này, hệ thống lưu trữ vẫn được hiểu là hệ thống lưu trữ bên ngoài và máy tính yêu cầu một phần của tập tin trừu tượng thay vì một ô đĩa cụ thể.

## Các giao thức kết nối trong mạng SAN
Hầu hết mạng lưu trữ sử dụng giao thức SCSI cho các liên lạc giữa máy chủ và thiết bị đĩa. Tuy nhiên, các giao diện vật lý cấp thấp của SCSI (ví dụ như cáp, đầu kết nối) không được sử dụng vì bus topology không thích hợp cho kết nối mạng. Để hình thành mạng, một lớp quy chiếu được sử dụng để quy chiếu sang các giao thức cấp thấp khác:
- "iFCP"[1] or "SANoIP"[2] mapping SCSI over Fibre Channel Protocol (FCP) over IP.
- iSCSI, mapping SCSI over TCP/IP.
- HyperSCSI, mapping SCSI over Ethernet.
- FICON mapping over Fibre Channel (used by mainframe computers).
- ATA over Ethernet, mapping ATA over Ethernet.
- SCSI and/or TCP/IP mapping over InfiniBand (IB).
- Fibre Channel over Ethernet (http://open-fcoe.org/ Lưu trữ ngày 7 tháng 2 năm 2008 tại Wayback Machine)

## Chia sẻ lưu trữ
Về lịch sử, các trung tâm dữ liệu tạo ra các "đảo" dãy đĩa lưu trữ SCSI. Mỗi đảo được kết nối trực tiếp tới một ứng dụng và được hiển thị thành một số "đĩa cứng ảo" (hay còn gọi là LUN). Về cơ bản, mạng lưu trữ kết nối các đảo lưu trữ này lại sử dụng một mạng tốc độ cao và cho phép tất cả các ứng dụng truy cập tất cả các hệ thống dãy đĩa lưu trữ.
Hệ điều hành vẫn nhìn thấy SAN như là một tập hợp các LUN và thường tự quản lý hệ thống file trên các LUN này. Các hệ thống file [nội bộ] này không thể được chia sẻ với các máy chủ hay ứng dụng khác và vì vậy có độ tin cậy cao nhất và được sử dụng phổ biến nhất. Nếu hai hệ thống file độc lập cùng năm trên một LUN dùng chung, hai hệ thống file sẽ không biết có sự tồn tại của nhau và vì vậy sẽ không có bất kỳ biện pháp nào để khóa thay đổi và cuối cùng sẽ làm cả hai hệ thống file bị hỏng. Vì vậy, chia sẻ dữ liệu đồng thời giữa các máy chủ trong mạng SAN đòi hỏi các giải pháp tiên tiến, ví dụ hệ thống file trên SAN hay các giải pháp kết chùm (clustering).
Mặc dù có nhược điểm là không chia sẻ được dung lượng ở mức hệ thống file, SANs cho phép tăng tỉ lệ khai thác dung lượng lưu trữ vì nhiều máy chủ có thể cùng sử dụng dung lượng trên các dãy đĩa.  SAN thường được áp dụng cho các ứng dụng đòi hỏi truy cập tới ổ đĩa ở mức khối đĩa với tốc độ cao như thư điện tử, cơ sở dữ liệu và chia sẻ file có nhiều người sử dụng.
Ngược lại, NAS cho phép nhiều máy tính cùng truy cập cùng một hệ thống file qua mạng và đồng bộ các truy cập này. Gần đây, các cổng NAS (NAS head/gateway) xuất hiện cho phép chuyển đổi dễ dàng một phần của hệ thống lưu trữ SAN thành NAS.

## Tích hợp SAN-NAS
Mặc dù có sự khác biệt giữa SAN và NAS, có các giải pháp cho phép tích hợp cả hai công nghệ này.
Việc tích hợp SAN và NAS có thể theo các cách sau:
1. Sử dụng các máy chủ chia sẻ File gắn vào mạng SAN. Máy chủ chia sẻ file sẽ sử dụng một phần dung lượng SAN và thực hiện vai trò của NAS.
2. Sử dụng các cổng NAS: các cổng NASS chuyên dụng sẽ thay thế vai trò của máy chủ chia sẻ file như cách 1.
3. Một số thiết bị lưu trữ có sẵn tính năng hibrid: cung cấp truy cập qua SAN và NAS trên cùng thiết bị.

## Lợi ích
Chia sẻ lưu trữ cho phép đơn giản hóa quản trị lưu trữ và tăng khả năng linh hoạt vì không cần phải di chuyển dây cắm hay thiết bị lưu trữ nếu muốn chuyển dung lượng lưu trữ từ một máy chủ này sang một máy chủ khác.
Lợi ích khác bao gồm khả năng cho phép máy chủ có thể khởi động từ SAN. Điều này cho phép dễ dàng thay thế một máy chủ bị hỏng vì có thể cấu hình SAN để cho một máy chủ khác khởi động từ LUN của máy bị hỏng. Quy trình này có thể chỉ mất một vài phút.
SAN cũng hỗ trợ khả năng phục hồi thảm họa hiệu quả hơn. Mạng SAN có thể kéo dài tới một địa điểm ở xa sử dụng một dãy đĩa thứ hai. Điều này cho phép dữ liệu được nhân bản do dãy đĩa, do máy chủ hay một thiết bị SAN đặc biệt. Vì mạng IP WANthường là mạng có chi phí thấp nhất để truyền tải dữ liệu với khoảng cách xa, các giao thức Fibre Channel over IP (FCIP) và iSCSI đã được phát triển cho phép mở rộng mạng SAN qua mạng IP. Lớp SCSI truyền thống chỉ hỗ trợ khoảng cách vài mét và không đảm bảo khả năng tiếp tục hoạt động của doanh nghiệp trong trường hợp có thảm họa. Nhu cầu về SAN tăng mạnh sau vụ tấn công September 11th attacks ở Mỹ và các quy định chặt hơn về an toàn dữ liệu theo Sarbanes-Oxley và các đạo luật khác.
Tập hợp các dãy đĩa cũng cho phép thực hiện các tính năng tiên tiến một cách hiệu quả về kinh tế. Các tính năng này bao gồm: đêm nhập/xuất, tạo bản sao dữ liệu tức  thời (snapshot), nhân bản ổ đĩa logic (BCV/clone).

## Hạ tầng SAN
SAN thường sử dụng topo có tên switch fabric sử dụng Fibre Channel - một hạ tầng được thiết kế đặc biệt để xử lý lưu lượng về lưu trữ. Hạ tầng này cho phép truy nhập nhanh hơn và tin cậy hơn so với các giao thức ở mức cao hơn mà NAS sử dụng. Một fabric tương ứng với khái niệm phân vùng mạng trong mạng cục bộ. Một mạng SAN thường được tạo thành bởi một số các bộ chuyển mạch Fibre Channel.
Ngày này, hầu hết các nhà cung cấp thiết bị SAN cũng cung cấp giải pháp định tuyến Fibre Channel cho phép tăng khả năng mở rộng của hệ thống SAN thông qua việc cho phép dữ liệu được trao đổi giữa các mạng SAN mà không phải ghép các mạng SAN lại thành một. Các giải pháp này sử dụng các yếu tố giao thức riêng của mỗi hãng và kiến trúc ở lớp trên cùng khác biệt nhau hoàn toàn. Các giải pháp này thường cho phép quy chiếu lưu lượng FibreChannel qua IP hay SONET/SDH.

## Tương thích
Một trong những vấn đề ban đầu của mạng SAN Fibre Channel là các thiết bị chuyển mạch và các phần cứng khác từ các hãng khác nhau không hoàn toàn tương thích với nhau. Mặc dù giao thức lưu trữ cơ bàn luôn luôn tuân theo chuẩn, các chức năng cao hơn không tương thích tốt với nhau. Tương tự, một số hệ điều hành sẽ có phản hướng tiêu cực tới các hệ điều hành khác trong cùng một mạng SAN.  Nhiều giải pháp được đảy ra thị trường trước khi các chuẩn được ban hành và các hãng cũng có nhiều phát triển cách tân dựa trên chuẩn.
Nỗ lực chung của các thành viên Storage Networking Industry Association (SNIA) đã cải thiện tình hình trong hai năm 2002 và 2003. Ngày nay, hầu hết các thiết bị của các hãng, từ các HBAtới các bộ chuyển mạch và dãy đĩa, hoạt động trơn tru cùng nhau. Tuy nhiên vẫn còn nhiều chức năng cao cấp không hoạt động giữa các phần cứng của các hãng khác nhau.

## SAN tại gia
SAN thường sử dụng trong các hoạt động quy mô lớn và hiệu suất cao. Thường rất khó tìm thấy một hệ thống SAN mà chỉ có một đĩa cứng. Thay vào đó, SAN thường nối các dãy đĩa lớn. SAN thường tương đối đắt và vì vậy card kết nối SAN cũng hiếm khi được gắn vào máy tính cá nhân. Công nghệ kết nối SAN iSCSI được kỳ vọng là sẽ mang lại các mạng SAN rẻ tiền nhưng nói chung việc công nghệ này được sử dụng ngoài trung tâm dữ liệu là khó xảy ra. Các máy tính cá nhân sẽ vẫn tiếp tục sử dụng các giao thức NASS như CIFS/NFS.

## SAN trong công nghiệp Giải trí
Xử lý hậu trường video đòi hỏi tốc độ truy xuất dữ liệu rất cao. Ngoài mạng thị trường doanh nghiệp lớn, đây là một lĩnh vực đạt hiệu quả lớn khi áp dụng SAN.
Kiểm soát sử dụng băng thông cho mỗi máy, đôi khi gọi là Chất lượng dịch vụ (QoS), đặc biệt quan trọng trong các nhóm xử lý video vì nó cho phép đảm bảo băng thông được ưu tiên và đảm bảo trong hệ thống mạng. Avid Unity, Apple Xsan và Tiger Technology MetaSAN là các sản phẩm được thiết kế đặc biệt cho mạng xử lý video và cung cấp tính năng này.

## Ảo hóa lưu trữ và ảo hóa SANs
Ảo hóa chỉ quá trình trừu tượng hóa toàn bộ lưu trữ vật lý thành lưu trữ logic. Các tài nguyên lưu trữ vật lý được tổng hợp thành một kho lưu trữ chung và từ đó lưu trữ logic được tạo ra. Ảo hóa cung cấp cho người dung một dung lượng logic cho lưu trữ dữ liệu và ngầm quy chiếu dung lượng này tới vị trí vật lý. Điều này bình thường đã được các dãy đĩa hiện đại thực hiện sử dụng các giải pháp riêng của từng hãng. Tuy vậy, mục tiêu ở đây là ảo hóa nhiều dãy đĩa do nhiều hãng sản xuất thành một thiết bị lưu trữ có thể quản lý chung.

## Liên kết been ngoài
- Introduction to Storage Area Networks - Exhaustive Introduction into SAN, IBM Redbook

### SAN Software Articles and White Papers
- whitepapers.techrepublic.com Virtualization white papers
- Overview of virtualization software from a number of vendors Lưu trữ ngày 2 tháng 11 năm 2007 tại Wayback Machine
- InfoWorld Virtualization Report on Top 10 SAN Lessons Lưu trữ ngày 8 tháng 1 năm 2009 tại Wayback Machine
- SearchStorage Storage Software Links Lưu trữ ngày 15 tháng 8 năm 2010 tại Wayback Machine
- Storage Networking World Knowledge Center Are SAN virtualization solutions right for you?
- Virtual-Strategy Magazine Storage Virtualization White papers